# Большедорожне (Багратіоновський округ)
Большедорожне (рос. Большедорожное) — селище Багратіоновського району, Калінінградської області Росії. Входить до складу Погранічного сільського поселення.
Населення — 117 осіб (2015 рік).

## Географія
Селище розташоване за 32 км від районного центру — міста Багратіоновська, 27 км від обласного центру — міста Калінінграда та 1111 км від Москви.

## Історія
Селище засноване 1407 року.
Мало назви Лаукіттен, Даґвіттен, Юлінгоф до 1947, Копайнен до 1950, Гоголево до 1993 року.

## Населення
За даними перепису 2010 року, у селі мешкало 117 осіб, з них 63 (53,8 %) чоловіків та 54 (46,2 %) жінок. Згідно з переписом 2002 року, у селі мешкало 135 осіб, з них 79 чоловіків та 56 жінок.